# Heike Makatsch
Heike Makatsch (Düsseldorf, 1971. augusztus 13. –) német színésznő, énekesnő.

## Élete
Makatsch Düsseldorfban született, Rainer Makatsch német jégkorong válogatott kapus lánya. 1988-ban Új Mexikóban élt, elsősorban tanulmányai miatt, hogy tökéletesítse angol tudását, valamint politikát, és szociológiát is tanult. Később a Düsseldorfi Egyetemen is tanult, majd varrónőként is dolgozott.

## Karrierje
A lány televíziós karrierje 1993-ban kezdődött, amikor elindult a német VIVA Germany televíziós csatorna, ahol mint műsorvezető kapott lehetőséget. Olyan műsorokat vezetett, mint az Interaktív, és a Heikes Hausbesuche. Két év múlva, 1995. augusztus 13-án ő lett a házigazdája az RTL II-n sugárzott Bravo TV-nek, mely zenei műsor volt.
Első televíziós filmszerepe 1996-ban kezdődött, ahol a Jailbirds című filmben játszott, majd megkapta a fiatal tehetséges színészeknek járó díjat. Azóta több angol és német nyelvű produkcióban is részt vett, többek között egy romantikus vígjátékban, az Igazából szerelem címűben. 2002-ben egy sci-fi/horror filmben tűnt fel, mint Lisa Addison.

## Magánélete
Daniel Craig brit színésszel 2001-ig éltek együtt. Második házasságát Max Martin Schröderrel a német Tomte nevű indie zenekar tagjával kötötte és két lánya született, Mieke Ellen (2007), és Pippa, aki (2009-ben) látta meg a napvilágot. Kapcsolata 2014-ben zátonyra futott és jelenleg harmadik gyermeke apjával, Trystan Pütter színésszel él házasságban.

## Diszkográfia

### Albumok
- 1997: Obsession (Obsession filmzene)
- 2005: Almost Heaven (Almost Heaven filmzene)
- 2009: Hilde (Hilde filmzene)
- 2009: Die schönsten Kinderlieder (Max Schröder közreműködésével)

### Kislemezek
- 1996: Stand By Your Man (Männerpension filmzene)
- 1997: This Girl Was Made For Loving (Obsession filmzene)
- 1999: Fifty Ways to Leave Your Lover (Die Häupter meiner Lieben filmzene)[8]

## Díjak, elismerések
- 1995: Bavarian Film Award - legjobb új színésznő[9]
- 1996: Bambi díj
- 2002: Német Arany Kamera díj
- 2003: Bambi díj
- 2006: Bambi díj